# Ischnura acuticauda
Ischnura acuticauda är en trollsländeart som beskrevs av Maurits Anne Lieftinck 1959. Ischnura acuticauda ingår i släktet Ischnura och familjen dammflicksländor. IUCN kategoriserar arten globalt som livskraftig. Inga underarter finns listade i Catalogue of Life.